# Parafia Matki Bożej Nieustającej Pomocy w Skrzypnem
Parafia Matki Bożej Nieustającej Pomocy w Skrzypnem – parafia rzymskokatolicka należąca do dekanatu Biały Dunajec archidiecezji krakowskiej w Skrzypnem.